# Nauka o klimacie
Nauka o klimacie – portal naukowy i popularnonaukowy założony w 2013 roku. Celem portalu jest rozpowszechnianie wiedzy o zmianach klimatycznych, zwłaszcza tych antropogenicznych. Laureat konkursu „Popularyzator Nauki” organizowanego przez PAP i MNiSW – za rok 2017, w kategorii „Zespół”.
Pomysłodawcami portalu byli Piotr Flatau z Instytutu Oceanografii imienia Scrippsów, Szymon Malinowski z Instytutu Geofizyki przy Wydziale Fizyki na Uniwersytecie Warszawskim i Marcin Popkiewicz. Od roku 2021 strona należy do Fundacji Edukacji Klimatycznej. 

## Struktura
Publikacje w serwisie są podzielone na dwie części:
- komentarze bieżących doniesień związanych ze zmianami klimatycznymi,
- sekcja „Fakty i Mity”, w której demistyfikowane są najpopularniejsze mity dotyczące globalnego ocieplenia i badań klimatu.

W części bieżących komentarzy często są punktowane przekłamania, kłamstwa i nieścisłości w publikacjach popularnych na temat globalnego ocieplenia.
Artykuły publikowane w serwisie podlegają merytorycznej weryfikacji przez Radę Naukową portalu „Nauka o klimacie”. Rada Naukowa składa się z kilkunastu naukowców, którzy są aktywni w dziedzinach nauki związanych z fizyką atmosfery, oceanografią i zmianami klimatu. Członkowie Rady Naukowej tłumaczą także raporty klimatyczne IPCC, m.in.  „Zmiana Klimatu. Fizyczne Podstawy Naukowe. Przyczynek I Grupy Roboczej do Piątego Raportu Oceny Zmiany Klimatu Międzyrządowego Zespołu DS. Zmiany Klimatu”.

## Konkurs
W 2014 r. portal uruchomił konkurs pod nazwą Klimatyczna bzdura roku. Konkurs rozgrywany jest w dwóch fazach – w pierwszym zgłaszani są kandydaci do nagrody, a w drugiej fazie odbywa się głosowanie. Głosujące osoby piszą do oddanych głosów uzasadnienia, które są publikowane na portalu. Dotychczasowi laureaci to:
- 2014: minister Zbigniew Ziobro za słowa, że dwutlenek węgla nie może być szkodliwy, skoro występuje w napojach gazowanych,
- 2015: minister Jan Szyszko za słowa, że dwutlenek węgla jest dobroczynny dla polskich lasów,
- 2016: europoseł Janusz Korwin-Mikke za negowanie ocieplenia klimatu, jego antropogeniczności oraz konsensusu naukowców na ten temat,
- 2017: publicysta Wojciech Cejrowski za stwierdzenie, że ludzka emisja dwutlenku węgla jest porównywalna z emisją z jednego wulkanu,
- 2018: prezydent Andrzej Duda za stwierdzenie, że użytkowanie węgla i opieranie na nim bezpieczeństwa energetycznego nie stoi w sprzeczności z ochroną klimatu,
- 2019: redaktor Witold Gadomski za stwierdzenie, że nie wiadomo, jaka jest skala wpływu człowieka na klimat[5],
- 2020: grupa ekspertów spółki PGE Górnictwo i Energetyka Konwencjonalna za stwierdzenie, że lansowana w Raporcie IPCC teza dotycząca negatywnego wpływu antropogennego CO2 na klimat, jest szeroko krytykowana przez naukowców na całym świecie[6],
- 2021: poseł Marek Suski za stwierdzenie, że nasze lasy i nasze zielone uprawy pochłaniają więcej niż emitujemy CO₂[7],
- 2022: prezes PiS Jarosław Kaczyński za stwierdzenie, że jeśli chodzi o poważnych uczonych, to są bardzo podzielone zdania [na temat przyczyn zmian klimatu][8],
- 2023: posłanka Maria Kurowska za stwierdzenie, że zeroemisyjność zagłodzi przyrodę[9],
- 2024: profesor Władysław Mielczarski za stwierdzenie, że nie ma żadnych dowodów na to, że dwutlenek węgla „spowoduje kiedyś ocieplenie”[10].